# The Presidents of the United States of America (musikalbum)
The Presidents of the United States of America är alternativ rockbandet The Presidents of the United States of Americas debutalbum, släppt 1995.

## Låtlista
Låtarna skrivna av Chris Ballew och The Presidents of the United States of America, där inget annat namn anges.
1. "Kitty" - 3:23
2. "Feather Pluckn" - 2:57
3. "Lump" - 2:14
4. "Stranger" - 3:04
5. "Boll Weevil" - 3:16
6. "Peaches" - 2:51
7. "Dune Buggy" - 2:44
8. "We Are Not Going to Make It" (Ben Reiser) - 1:52
9. "Kick Out the Jams" (MC5) - 1:25
10. "Body" - 4:11
11. "Back Porch" - 2:59
12. "Candy" - 3:16
13. "Naked and Famous" - 3:42